# Heinrich Lange (Chemiker)
Heinrich Lange (* 22. Juli 1853 in Erndtebrück; † 20. November 1920 in Berlin) war ein deutscher Chemiker mit Spezialisierung auf Färberei. Er war der erste Direktor der Königlichen Färberei- und Appreturschule Krefeld.

## Ausbildung
Nach einer Lehre im familiären Färbereibetrieb studierte er ab 1878 Chemie am Gewerbeinstitut Berlin, später Technische Hochschule Berlin-Charlottenburg. Dort hörte er Vorlesungen u. a. bei F. Tiemann, August Wilhelm von Hofmann und Helmholtz. 1881 fertigte er seine Dissertation in Freiburg i. Breisgau an.

## Arbeit
- Färberei – Kolorist bei der Badischen Anilin- und Sodafabrik, Ludwigshafen.
- 1883–1920 1. Direktor der Färberei- und Appreturschule zu Crefeld.[3] (heute Hochschule Niederrhein.)

## Professor-Heinrich-Lange-Stiftung
Die Professor-Heinrich-Lange-Stiftung vergibt Stipendien für erfolgreiche Abschlussarbeiten im Bereich der Textilchemie. Sie ist an der Hochschule Niederrhein angesiedelt.